# جیف پیرس (دوچرخه‌سوار)
جیف پیرس (انگلیسی: Jeff Pierce؛ زادهٔ ۲۸ اوت ۱۹۵۸) دوچرخه‌سوار اهل ایالات متحده آمریکا است. وی در مسابقات تور دو فرانس شرکت کرده است.